# Bwindi Nemzeti Park
A Bwindi Nemzeti Park (más néven Bwindi Áthatolhatatlan Nemzeti Park) Kelet-Afrikában, Uganda délnyugati részén terül el. A park része a Nagy-hasadékvölgy nyugati szélén fekvő Bwindi áthatolhatatlan erdőnek, határos a Kongói Demokratikus Köztársasággal és a benne található Virunga Nemzeti Parkkal. A nemzeti park területe 331 km², sűrű erdő borítja, mely részben hegyi (montán) részben síkvidéki erdő. A Bwindi Nemzeti Park része az UNESCO világörökségnek.
Az erdő Afrika egyik leggazdagabb ökoszisztémáját rejti, a park fő jellegzetessége a fajok sokszínűsége. A park mintegy 120 emlősfajnak, 346 madárfajnak, 202 lepkefajnak, 163 fafajtának, 100 páfrányfajnak, 27 békafajnak, kaméleonoknak, gekkóknak és sok veszélyeztetett állatfajnak élőhelye. Az Albert-hasadék csak itt megtalálható, endemikus fajai közül sok él a park területén.
A park kolobuszmajmok, csimpánzok és több madárfaj (például a szarvcsőrű madár és a turákó) menedékhelye. Talán legismertebb 340 hegyi gorillájáról, mely a világ veszélyeztetett hegyi gorilla állományának a felét jelenti. Négy habituálódott (ember jelenlétéhez szokott) hegyi gorilla csoport él a parkban – a Mubare, Katendegyere és Rushegura „turistacsoportok”, valamint egy kutatói csoport.

## A park története
- 1932-ben a Bwindi áthatolhatatlan erdőt hirdetmény útján koronaerdő-rezervátummá nyilvánították. Az északi körzetet Kayonza koronaerdő-rezervátumnak, a délit Kasatora koronaerdő-rezervátumnak nevezték.[1][3] A rezervátumok együttes területe 207 km² volt.
- 1942-ben a két koronaerdőt egyesítették és kibővítették,[1] továbbá átnevezték Áthatolhatatlan koronaerdőre.[3] Ez az új védett terület 298 km² területű volt és az ugandai kormány erdészeti és vadvédelmi hivatalai alá tartozott.

- 1964-ben az 1959-es állatvédelmi törvény 1964-es kiegészítésével a rezervátumot állatvédelmi területté nyilvánították,[4] a kiegészítés célja a hegyi gorillák külön védelme volt,[1] a terület nevét Központi Áthatolhatatlan Erdei Rezervátumra változtatták.

- 1966-ban két további erdei rezervátumot is hozzákapcsoltak, így területe csaknem 321 km² -re nőtt. A parkot vadvédelmi területként és erdei rezervátumként irányították.

- 1991-ben a Központi Áthatolhatatlan Erdei Rezervátumot a Mgahinga Gorilla Rezervátummal és a Rwenzori-hegység Nemzeti Parkkal együtt nemzeti parkká nyilvánították és átnevezték Bwindi Áthatolhatatlan Nemzeti Parkká.[1][5] Területe 330,8 km² lett.[4] A nemzeti park elsődleges feladata a benne élő fajok, elsősorban a hegyi gorillák védelme volt.[6] A park besorolása nagy hatással volt a helyi emberekre, akik a továbbiakban nem léphettek a park területére és nem használhatták erőforrásait.[7] A gorillák megfigyelése 1996 áprilisáig turistaattrakció volt, a park népszerű célpont volt a turisták körében.
- 1994-ben egy további 10 km²-es területet csatoltak a parkhoz. Ugyanebben az évben felvették az UNESCO világörökség listájára.[1] A park irányítása is megváltozott: az Ugandai Nemzeti Parkok Hivatala, átnevezése óta Ugandai Vadvédelmi Hivatal lett felelős a parkért.
- 1999 márciusában egy félkatonai csoport 14 turistát rabolt el, közülük nyolcat és egy vadőrt megöltek.[8]
- 2003-ban az Ugandai Vadvédelmi Hivatal a park mellett egy 4,2 km²-es területet vásárolt meg, melyet szintén a parkhoz csatoltak.[9]

## Földrajza

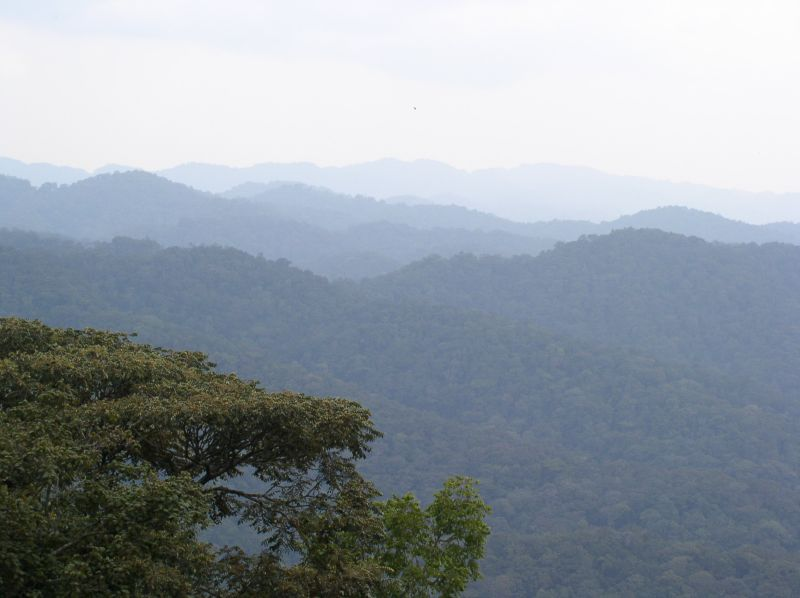
Bwindi hegyei

A Bwindi Áthatolhatatlan Nemzeti Park Uganda délnyugati részén terül el. A park nyugati oldala a Kongói Demokratikus Köztársasággal határos. Területe 330,92 km². A parkhoz legközelebb eső város a park délnyugati sarkától 29 km-re fekvő Kabale városa. A park két nagy erdőségből áll, melyeket egy erdős folyosó köt össze. A park alakja a korábbi természetvédelmi vezetés munkáját tükrözi, amikor 1932-ben a park még két különálló területből állt.
A park területe rendkívül egyenetlen, meredek hegyek és szűk völgyek jellemzik, a terep jellemzően északnyugatról dél-délkelet felé emelkedik. A park 60%-a több mint 2000 m magasan terül el. A park legmagasabb pontja a Rwamunyonyi-hegy a park keleti szélén, míg a park legmélyebb pontja az északi végén található. A határain kívül eső síkvidéki erdőmaradványokkal együtt a park fontos vízgyűjtő terület, melynek víze a környező mezőgazdasági területeken hasznosul. Itt ered az Ishasa-folyó három fő mellékága, a Ndego, a Kanyamwabo és a Shongi folyók, melyek délre haladva a Mutanda-tóba ömlenek. Délen Mubwindinél egy 80 ha-os mocsár terül el. A terület a nyugati hasadékvölgyhöz kapcsolódik. Alapja agyagpalás fillit, több helyen kvarc, kvarcit és gránit is előbukkan. A talaj többnyire humuszos vörös agyag, mérsékelten vagy erősen savas kémhatású, lúgokban hiányos (Howard, 1991). Több mint 60%-a erdővel benőtt, és a hegyoldalak meredeksége miatt a talaj hajlamos az erózióra azokon a területeken, ahol a fákat kivágták.
Az erdő a víz megtartásában nagyon fontos szerepet játszik. A terület geológiája miatt nem rejt vízgyűjtő rétegeket. A park területén a csapadékot az erdőt sűrűn behálózó patakok vezetik el. Az erdőben ered számos olyan folyó, mely észak, nyugat illetve dél felé folyik. A park területén eredő fontosabb folyók: Ivi, Munyaga, Ihihizo, Ishasha és Ntengyere, melyek az Edward-tóba torkollanak. További folyók táplálják a Mutanda tavat és a Bunyonyi-tavat.

## Klímája
Bwindi klímája trópusi, két esős időszaka van, márciustól májusig illetve szeptembertől novemberig. Az éves csapadékmennyiség 1130-2390 mm (Howard, 1991; UNP, 1993). Az éves átlagos hőmérséklet 7-15 °C-tól 20-28 °C-ig változik. A park erdei fontos szerepet játszanak a környék klímájának szabályozásában. Az erdő által elpárologtatott pára növeli e környék csapadékmennyiségét. Az erdők csökkentik az Uganda délnyugati részén jelentős gondot okozó talajeróziót is. Csökkentik az áradásokat és biztosítják, hogy a patakok a száraz évszakban is megmaradjanak.

## Biodiverzitás

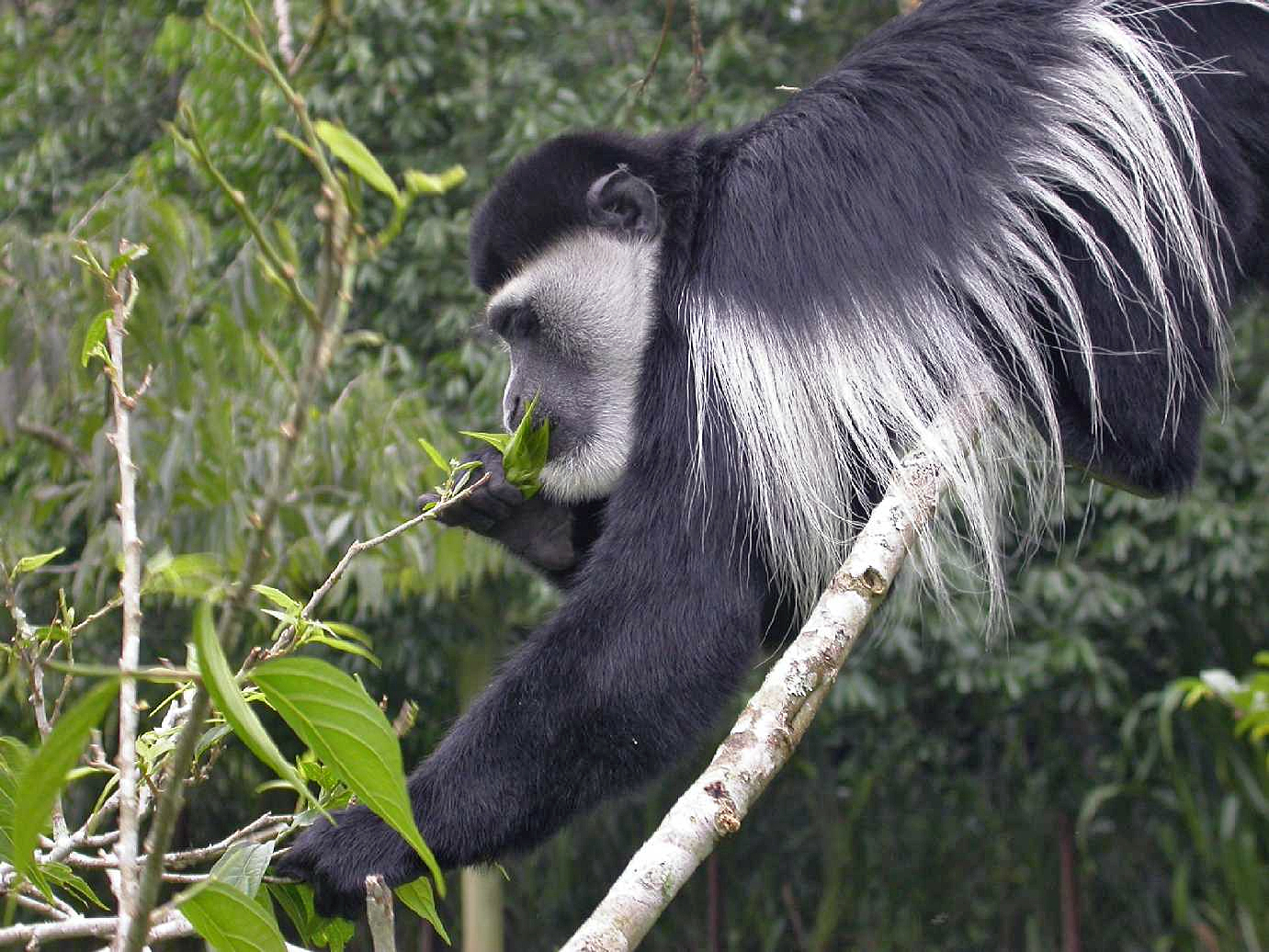
Kolobuszmajom

A Bwindi Áthatolhatatlan Erdő biológiailag nagyon gazdag. A park jellegzetessége a fajok nagy száma, ökológiai fontossága miatt vált az UNESCO világörökség részévé. A Kelet-Afrikai erdők közül Bwindi az egyik leggazdagabb a fák, kisemlősök, madarak, pillangók, hüllők számát illetően. A park fajgazdagsága a nagy magasságkülönbségeknek és élőhely-típusoknak köszönhető, valamint valószínűleg azért, mivel az erdő menedékhelyet nyújtott a fajoknak a pleisztocén eljegesedés során.
A park erdői afromontán típusúak, ez a típusú vegetáció ritka az afrikai kontinensen. A parkban több mint 220 fafaj, (Uganda fafajtáinak több mint 50%-a) és több mint 100 páfrányfaj él. A barna mahagóni (Lovoa swynnertonii) a parkban élő veszélyeztetett növényfaj.
Bwindiről úgy gondolják, hogy ez egyike Kelet-Afrika fajban leggazdagabb állatvilágát rejtő parkjainak. A parkban mintegy 120 emlősfaj él, melyek közül tíz főemlős faj, és további 45 kisemlősfaj. A park fontos helye az afromontane fauna megőrzésének, különösen a nyugati hasadékvölgy hegyeiben élő endemikus (csak itt előforduló) fajainak. A hegyi gorillák mellett a parkban megtalálhatók a csimpánzok, a csuklyás cerkófok, az afrikai elefánt, az afrikai kékállú ricsóka és a krémsávos fecskefarkú pillangó (Papilio leucotaenia), fekete és fehér kolobuszmajmok, vörösfarkú cerkófok, vervétmajmok, erdei disznó (vagy óriásdisznó), továbbá kis antilopfajok. A parkban több mint 350 madárfaj és több mint 200 pillangófaj él. A parkban élő halfajok nem ismertek eléggé.

## Hegyi gorillák

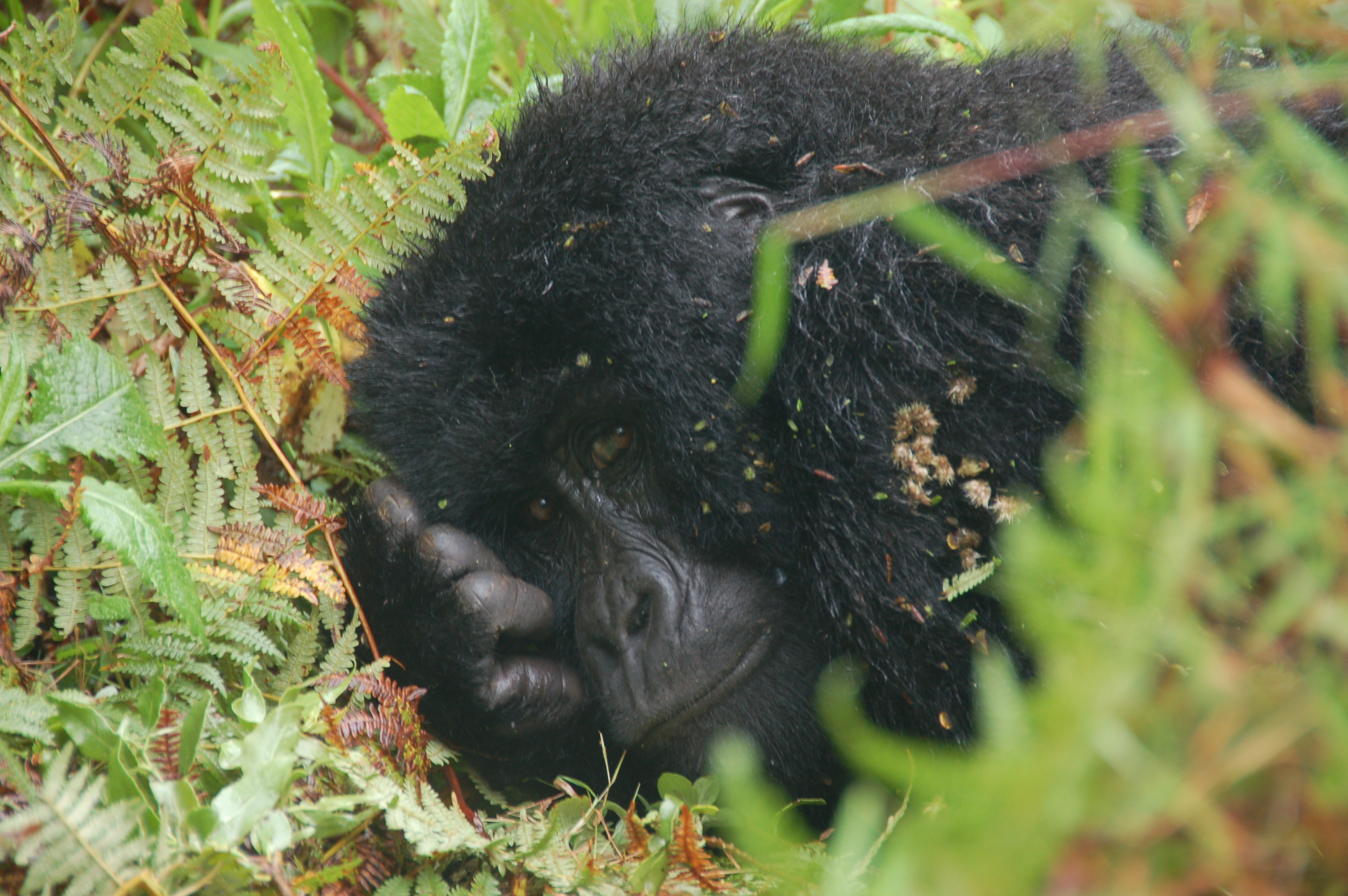
Hegyi gorilla

A parkban körülbelül 340 hegyi gorilla (Gorilla beringei beringei) él, mely a világ hegyi gorilla állományának csaknem a fele. A hegyi gorillák állományának 2006-os felmérése azt mutatta, hogy számuk a 2002-es 320 egyedről 2006-ra 340-re nőtt. A gorillák számára a legnagyobb fenyegetést a járványok és az élőhely elvesztése jelenti. Az orvvadászat szintén fenyegeti őket.
A hegyi gorilla veszélyeztetett faj, becsült populációjuk 650 egyed. Fogságban nem él hegyi gorilla. Az 1960-as és 1970-es években hegyi gorillákat ejtettek fogságba azzal a céllal, hogy új populációkat hozzanak létre, azonban a fogságban egyetlen fiatal gorilla sem maradt életben; a jelenlegi adatok szerint egyetlen hegyi gorillát sem tartanak fogságban.

## Természetvédelem
A park tulajdonosa az Ugandai Vadvédelmi Hivatal, egy félig állami kormányhivatal. A park teljes védelmet élvez, bár a környékbeli települések tagjai bizonyos mértékben használhatják az erőforrásait.
A parkot körülvevő területek népsűrűsége nagy, több mint 300 fő/km². Az itt élő emberek egy része Uganda legszegényebbjei közé tartozik. A lakosság magas száma és a nem kielégítő mezőgazdasági tevékenység nagy terhet jelent a Bwindi erdőre, a parkra nézve ez a legnagyobb fenyegetés. Az itt élő emberek 90%-ának létfenntartása a mezőgazdaságon múlik, mivel ez a terület kevés bevételszerzési lehetőségeinek egyike.
Bwindi 1991-es nemzeti parkká nyilvánatása előtt a park erdei rezervátumként működött. A parkba való belépés szabályai egyszerűbbek voltak és nem is tartatták szigorúan be. A helyi lakosság vadászott, bányászott, fát vágott és méheket tartott a parkban. Nemzeti parkká történő nyilvánítása magasabb fokú védelmet biztosított a parknak. A hatóságok növelték a park védelmét és a park feletti irányítást. A környező településeken lakóknak azonnal megtiltották a belépést. Ez a tilalom nagyfokú ellenérzést és számos konfliktust okozott a helyi közösségek és a parkot irányító hatóságok között. A Batwa törzset, melynek létezése az erdőn alapult, nagyon hátrányosan érintette a tilalom. A Batwa törzs halászott, yamgyökereket és vadmézet gyűjtött továbbá ősi szent helyeik is a park területén voltak. A Batwa emberek - történelmi igényüknek és annak ellenére, hogy generációkon keresztül úgy éltek a területen, hogy nem okoztak kárt az ökoszisztémában – kilakoltatásukkor semmilyen állami kompenzációt nem kaptak. Más földművelők, akik azért irtottak ki erdőket, hogy helyüket megművelhessék, kompenzációt kaptak és elismerték jogukat a földterületre.

## Tudományos kutatás
1979-ben Harcourt végzett a park természetvédelmi állapotára vonatkozó kutatást, majd a New York-i Zoológiai Társaságtól Butynsk végzett ökológiai felmérést. 1986-ban az Áthatolhatatlan Erdő Természetvédelmi Projekt (Impenetrable Forest Conservation Project - IFCP) indult el Ruhijában, 6 diplomás kutató és 20 asszisztens részvételével. Napjainkra az állomáson könyvtár, laboratórium és 60 személyre elegendő szállás található. Butynski és Kalina a madárvilágot tanulmányozta 1993-ban. 1991-től az IFCP Ruhija állomása a Trópusi Erdők Természetvédelmi Intézetévé alakult, mely a Mbarara Egyetemhez tartozik. Az intézet fő célja az állat- és növényvilág módszeres leltározása, természetvédelmi programok indítása, valamint a hegyi gorillák populációjának, eloszlásának és körülményeinek felmérése. 1996-ban a Bwindi Áthatolhatatlan Erdő Nagymajom Projekt kezdett a hegyi gorillák hosszútávú tanulmányozásába, ebből a célból a park közelében, Kashashában a National Geographic Society és a Dél-kaliforniai Egyetem támogatásával kutatóállomást létesítettek.

## Turizmus
Turisták az év bármely szakában látogathatják a parkot, bár az esős évszak alatt a körülmények rosszabbak. Turistaház, több táborhely és a park bejárata közelében a helyiek által üzemeltetett olcsó szobák állnak a turisták rendelkezésére. Az utak állapota miatt a parkot hosszú, nehéz úton lehet csak megközelíteni.
A gorillák megfigyelése a park fő vonzereje. A turistáknak ehhez előzetes engedélyt kell kérniük. A gorillaturizmus jelentős bevételt hoz az Ugandai Vadvédelmi Hivatalnak. A gorillák ritkán reagálnak a turisták jelenlétére. A turisták számára szigorú szabályok minimalizálják a betegségek átterjedésének kockázatát a gorillákra. Uganda, Ruanda és a Kongói Demokratikus Köztársaság az a három ország, ahol hegyi gorillák láthatók. A vezetett túrák a gorillák mellett egy vízesést és madarakat is bemutatnak.